# Erica Allar
Erica Allar, née le 5 novembre 1985 à Fogelsville (en), est une coureuse cycliste américaine. Elle a notamment remporté le championnat des États-Unis du critérium.

## Biographie
- 2007
  - 2e du championnat d'Australie de keirin
- 2008
  - 2e du Tour of Missouri Women's Criterium
  - 3e du Tour de Somerville
- 2009
  - Clarendon Cup
  - 3e étape du Nature Valley Grand Prix
- 2010
  - 4e étape de la Fitchburg Longsjo Classic
  - 2e du championnat des États-Unis du critérium
  - 2e de l'International Tour de Toona
  - 3e de la Clarendon Cup
  - 3e de l'Athens Twilight Criterium
- 2011
  - 2e de l'Athens Twilight Criterium
- 2012
  - Sunny King Criterium
  - Athens Twilight Criterium
  - 6e étape du Tour of America's Dairyland
  - Blue Dome Criterium (Tulsa Tough)
  - 2e du Historic Roswell Criterium
  - 2e du Glencoe Grand Prix
  - 3e du Wilmington Grand Prix
- 2013
  - Historic Roswell Criterium
  - Glencoe Grand Prix
  - Manhattan Beach Grand Prix
  - Athens Twilight Criterium
  - 2e du Sunny King Criterium
  - 2e de l'Intelligentsia Cup
  - 2e du championnat des États-Unis de scratch
- 2014
  - Tour de Somerville
  - Manhattan Beach Grand Prix
  - 2e du Sunny King Criterium
  - 2e du Wilmington Grand Prix
  - 2e du championnat des États-Unis du critérium
  - 3e du championnat des États-Unis de l'omnium
- 2015
  - 2e étape de la Tucson Bicycle Classic
  - Dana Point Grand Prix
  - 2e de la Tucson Bicycle Classic
  - 2e du Manhattan Beach Grand Prix
  - 3e du Sunny King Criterium
  - 3e du Rochester Twilight Criterium
- 2016
  - 3e de l'Athens Twilight Criterium
- 2017
  -  Championne des États-Unis du critérium
  - 2e du Sunny King Criterium
  - 2e du Rochester Twilight Criterium
- 2018
  - 2e de l'Athens Twilight Criterium

## Classements mondiaux
| Année                                 | 2014 | 2015 | 2016 | 2017 |
| ------------------------------------- | ---- | ---- | ---- | ---- |
| Classement UCI                        | 249e | 373e | nc   | 377e |
|                                       |      |      |      |      |
| Légende : nc = non classéSource : UCI |      |      |      |      |